# マイクロニードル

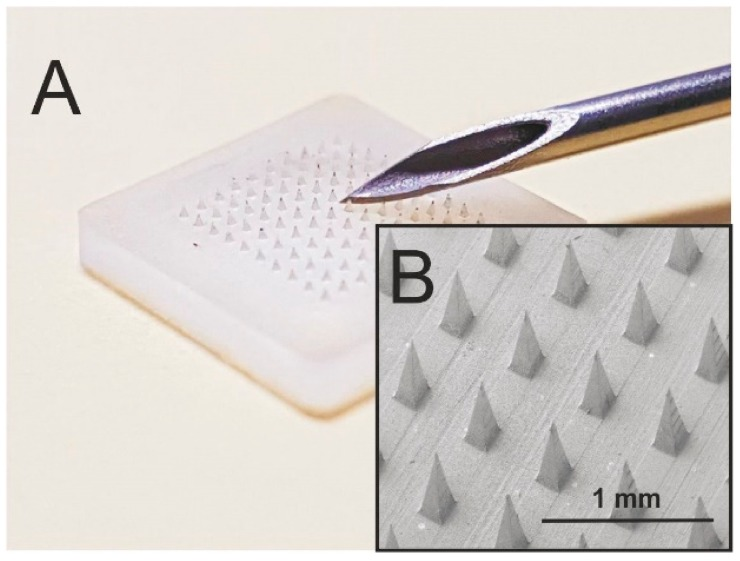
1mm以下の針がマイクロニードル。

マイクロニードル(Microneedle)は、1mm未満の直径や長さの極小の針。当初、針には金属が使われたが、生分解性バイオポリマーが使われるようになった。物質を通さない角質層を通過し、痛点の多い真皮より浅く薬剤を透過できる。インスリン、ワクチンや化粧品、そのほか医薬品の透過のために開発されてきた。
似たような目的を持つ技術にイオン導入（イオントフォレシス）がある。

## 加工
1976年にGerstelとPlaceが提唱したが、製造が困難で費用対効果もよくないことから、1990年代以降まで開発は進まなかった。従来からある研削のような機械加工では製造しにくく、半導体の加工技術を基に3D造形、ナノインプリントといった新しい技術が必要となる。
- 第一世代マイクロニードル

チタン、ステンレス、シリコンを素材とし、アレルギー反応が起こったり、針が折れて残る危険性があった。
- 第二世代マイクロニードル

生分解性バイオポリマーを使い、そうしたリスクを改良した。

## 医療

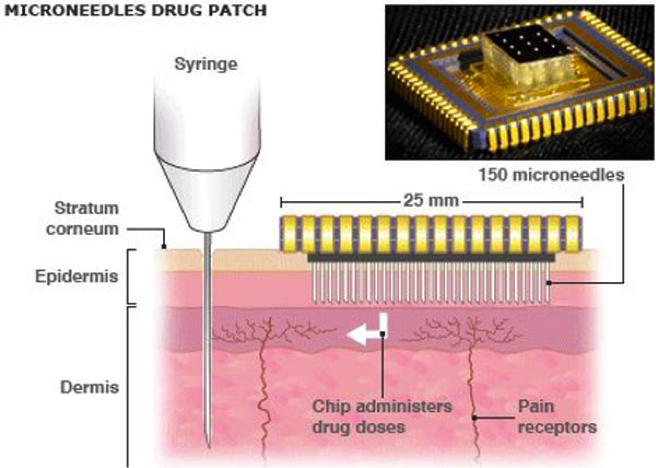
角質層: 10-15um
表皮: 数百um
真皮: 1-3mm、痛点が多い
マイクロニードル（右の針群）が表皮まで浸透する様子。注射針（左）は、より深く刺さっている。一番表層の角質層が物質の侵入を防ぐバリアとなり分子量500以上また水溶性の物質は侵入しにくい。

経口投与では消化管や胃など、薬品の血中濃度が変動する要因があるが、経皮吸収では血中濃度を安定させやすく、またワクチンでは表皮に対象となるランゲルハンス細胞が多ということもある。しかし単に皮膚に塗るだけでは分子量が500程度の物質しか角質層を透過することはできず、麻酔、インスリン、DNA、ワクチン、ヒアルロン酸は透過しにくい。これは角質層がバリアとなっているため。一方、従来からある注射針を使えば、より深くへ注入できるが真皮に到達し痛い。
この点でマイクロニードルでは、痛点をあまり刺激せずに分子量が大きい物質を、浅い表皮に到達させることができる。また、自宅で自分でできるようになる（注射は医療従事者が行う）。
ワクチン、ヒアルロン酸など化粧品での研究開発が行われてきた。脂漏性角化症では、表皮の入れ替わりを促すために外用のタザロテンやレチノイン酸といったレチノイドが使われるが、有望なトレチノイン（オールトランスレチノイン酸）では皮膚の透過率は数パーセントで、浸透する量を増やすために外用薬の量を増やすと炎症や全身的な副作用の可能性が高まる。こうした薬剤成分を用いるための溶解型マイクロニードルへの適用が開発されている。いくつかの製品は既に市場に投入され人気となっている。
2018年には、マイクロニードルを用いた無痛の注射器の開発が発表されている。

## 美容
2008年にはコスメディ製薬が皮膚内で溶ける成分で作った溶解型マイクロニードルの開発に成功。マイクロニードルを応用した化粧品として世界で初めて製品化。従来の表皮に塗るタイプの化粧品と比較して吸収効率に優れ、スキンケアをはじめ、育毛や唇用のパック製品として販売され、大手化粧品会社も含め多くの企業が参入している領域だが、それらのほとんどに対して同社がOEM供給を展開し、国内では独占的な地位を確立。中国を中心にアジア・欧州への市場開拓も視野に入れている。
美容医療では、おおよそ30G以上の細さの針を指して、マイクロニードルと呼ぶことが多い。これはイメージとして用いる言葉であり、統一された定義はない。